# A. Paul Kalangi

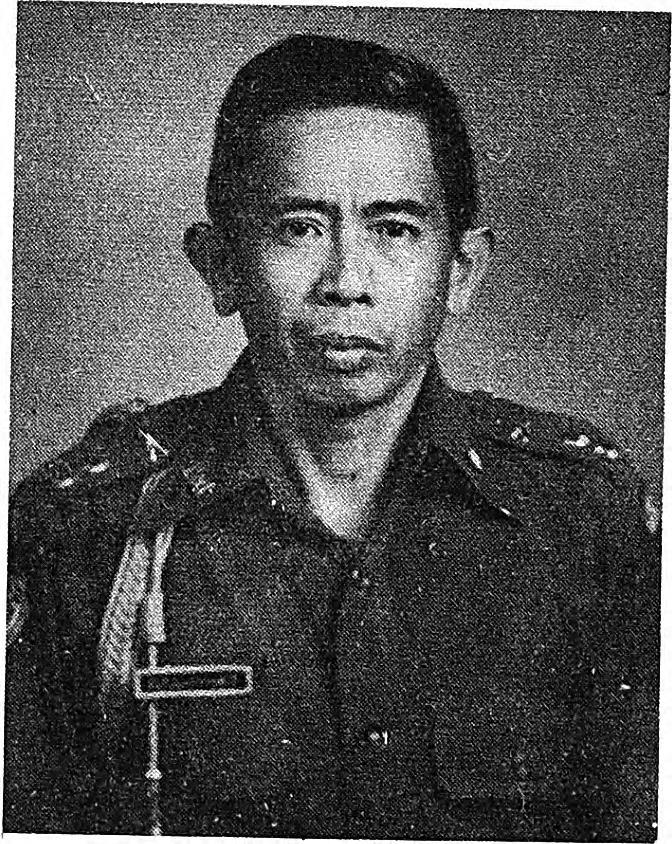
Kalangi (1977)

A. Paul Kalangi (* 1929) war ein indonesischer Offizier. Von 1980 bis 1983 war er Sekretär der Regionalverwaltung (Sekretaris Wilayah Daerah, Sekwilda) des von Indonesien besetzten Osttimors.

## Werdegang
Ab dem 22. Februar 1967 war Kalangi als Major Kommandeur des 328/Kujang Airborne Infantry Battalion in Jawa Barat (Westjava). 1968 führte er das Bataillon beim Einsatz gegen die Partai Komunis Kalimantan Utara (deutsch Kommunistische Partei Nordkalimantan) in Kalimantan Barat. Laut seinen Angaben wurden während der Operation 627 Rebellen getötet oder gefangen genommen. Am 20. August 1969 endete Kalangis Posten als Kommandeur mit der Eingliederung des Bataillons in das Strategische Reservekommando der Armee (indonesisch Komando Cadangan Strategis Angkatan Darat). Kalangi kam zum regionalen Militärkommando VI/Siliwangi. 1976 wurde er zum Stabschef der Garnison Bandung-Cimahi im Rang eines Oberstleutnants ernannt.
In Osttimor, in das Indonesien 1975 einmarschiert war, war Kalangi an den Kampfhandlungen beteiligt. 1976 annektierte Indonesien das Land offiziell als Provinz Timor Timur. Oberst Kalangi wurde als Karyawan 1980 Sekretär der Regionalverwaltung. Offiziell stand er unter dem Gouverneur, in der Realität hatte er damit die Macht inne. Gouverneur Guilherme Gonçalves musste zum Beispiel sein Amt aufgeben, nachdem er mit Kalangi in Streit über den Anteil der Kaffeesteuer für die lokale Regierung geraten war. Mitglieder des Rates der Volksrepräsentanten der Provinz (DPRD) beschwerten sich 1981 in einem Bericht an Indonesiens Präsident Suharto, dass Oberst Kalangi und sein Stellvertreter Hauptmann A. Azis Hasyam Gelder aus dem Entwicklungsfonds zweckentfremde. Sie unterschlügen die Hilfsgelder der Zentralregierung in Jakarta. Die Abgeordneten erklärten, von Ausgaben in Höhe von „hunderten Millionen Rupiah“ zu wissen, deren Verwendungsangaben sich als „völlig fiktiv“ erwiesen hätten. Angeblich neu errichtete Gebäude stammten in Wirklichkeit aus der portugiesischen Kolonialzeit und seien nur neu angestrichen worden. Die Arbeiten seien zudem durch das Unternehmen eines Bruders oder eines anderen Verwandten von Kalangi durchgeführt worden. Der Brief wurde auch an mehrere Nachrichtenagenturen und Botschaften verteilt. Mehrere der DPRD-Abgeordnete, die ihn unterzeichnet hatten, wurden in der Folge vom Militär verhaftet.
In Kalangis Amtszeit wurden zahlreiche Osttimoresen zur besseren Kontrolle zwangsumgesiedelt und es kam zu Hungersnöten. Kalangi verteidigte die Umsiedlungen und die Ansiedlung von Indonesiern in Osttimor (Transmigrasi). Man bringe die „neue indonesische Zivilisation“ nach Osttimor. Es gebe außerdem keine Hungersnot in Osttimor und die Zeiten seien unter den Portugiesen schlimmer gewesen. Angehörige von Kämpfern der Unabhängigkeitsbewegung FALINTIL wurden auf der Insel Atauro interniert. Kalangi behauptete, die Bewohner seien alle glücklich. Tatsächlich starben viele an Infektionskrankheiten und Durchfall. Als Mário Viegas Carrascalão 1982 Gouverneur wurde, beschwerte er sich bei Suharto über die Machtfülle Kalangis. 1983 wurde Kalangi abberufen und durch Antonius Baldinuci Saridjo ersetzt.